# El ángel de Aurora
El ángel de Aurora es una telenovela mexicana producida por Roy Nelson Rojas para TelevisaUnivision, en 2024. La telenovela está basada en la historia de 1986 creada por Ricardo Rentería Muchachita, siendo desarrollada por Jaime Sierra y Helena Aguilera. Se estrenó a través de Las Estrellas el 29 de julio de 2024 en sustitución de Vivir de amor, y finalizó el 2 de febrero del 2025.
Está protagonizada por Natalia Esperón, Jorge Salinas, Rafael Novoa, Paulina Matos y Moisés Peñaloza, junto con José Pablo Minor, Marisol del Olmo, Rocío Verdejo, Ligia Uriarte, Juan Pablo Gil, Lalo Palacios y René Casados en los roles antagónicos; acompañados por Gabriela Rivero, Roberto Blandón, Gabriela Carrillo, Nubia Martí, Paco Rueda, Christian Ramos y Pedro Sicard.

## Trama
En su juventud, Aurora se compromete con Antonio Murrieta, que la ama profundamente. Jezabel, la hermana de Aurora, al ver su felicidad, se llena de celos que la llevan a idear lo impensable con la intención de destruirla. En el colmo del rencor, Jezabel pone a Aurora en manos de un albañil apodado El Pintas, que la viola, dejándola embarazada de un hijo que se llamará Gabriel. Las manipulaciones y mentiras de Jezabel hacen que Antonio abandone a Aurora, con Gabriel en brazos, el día de su boda. Cegado por su machismo, Miguel, el padre de Aurora, le arrebata a su hijo y se lo entrega a Pascual Santos, que lo cría con su esposa Victoria.
Veintinueve años después, Gabriel es ahora Ángel Santos, un hombre humildemente educado, pero con los más firmes valores familiares. El destino acerca la vida de Ángel a Helena Murrieta, hija de Antonio. Helena es una joven idealista y emprendedora que entra a trabajar en el Corporativo Campero como Directora de Marketing. Ángel y Helena se enamoran, sin embargo, Helena es novia de Demian, el hijo de Jezabel, que ha heredado de su madre la capacidad de manipular y, por su ambición, está dispuesto a pasar por encima de todos, incluso de su propia familia.
A pesar de todos los años transcurridos, Aurora no pierde la esperanza de encontrar a su hijo Gabriel y descubre que puede volver a amar gracias a Julio César Rey, abogado del Corporativo Campero, del que es presidenta. Sin embargo, la vuelta de Antonio a la vida de Aurora, como socio accionista de la empresa, le traerá recuerdos de traición y dolor de cuando la dejó abandonada en el altar.

## Reparto

### Principales
- Jorge Salinas como Antonio Murrieta
  - Alexis Ceballos interpretó a Antonio de joven
- Natalia Esperón como Aurora Campero
  - Valeria Florian interpretó a Aurora de joven
- Rafael Novoa como Julio César Rey
- Paulina Matos como Helena Murrieta / Elena
- Moisés Peñaloza como Ángel Gabriel Santos / Gabriel
- José Pablo Minor como Demián Morga
- Marisol del Olmo como Jezabel Campero
  - Daniella Cortés como Jezabel de joven
- Gabriela Rivero como Victoria Bonilla
- Roberto Blandón como Pascual Santos
- Rocío Verdejo como Patricia Gil
- Ligia Uriarte como Briana Querol
- Juan Pablo Gil como Edgar Bautista
- Gabriela Carrillo como Casandra Ávila
- Nubia Martí como Esperanza Castro de Calvario / Doña Espe
- Lalo Palacios como El Morro
- Karla Gómez como Elvia
- Paco Rueda como Glorio
- Christian Ramos como Aquiles Dosamantes
- Priscila Solorio como Maggy Pérez
- Isabela Vázquez como Anita
- Jaden Suárez como El Rolas
- Pablo García como Luis Alberto Rey
- Pedro Sicard como Fabrizio
- René Casados como Juventino Macías «El Pintas»
  - Alejandro Valencia interpretó a Juventino de joven

### Recurrentes e invitados especiales
- Leonardo Daniel como Miguel Campero
- Marco Cordero
- Juan Bernardo Flores como El Motor
- Santiago Durán
- Sebastián Fouilloux

## Episodios
| N.º | Título                                                                | Fecha de emisión original |
| --- | --------------------------------------------------------------------- | ------------------------- |
| 1 | «¿Dónde está mi hijo?»                                                | 29 de julio de 2024       |
| Aurora regresa al lugar donde años atrás iba a encontrarse con Antonio Murrieta, el amor de su vida, entonces al estar frente a la casa, recuerda cómo un hombre se aprovechó de ella. Patricia sufre un ataque de nervios al recibir la noticia de su divorcio de Antonio, Briana intenta ayudar a su madre, pero ésta le revela que está fingiendo. Demian está decidido a convertirse en el nuevo presidente de la empresa y advierte a Edgar de que es capaz de quitarle el puesto a su tía Aurora y a su madre Jezabel si es necesario. Jezabel busca a Antonio para proponerle ser socio de la empresa, él la rechaza ya que no tiene interés en su empresa. |                                                                       |                           |
| 2 | «No te puedes casar con Aurora»                                       | 30 de julio de 2024       |
| En 1994, Aurora y Antonio están entusiasmados con su compromiso, pero Jezabel no duda en hablar mal de su hermana asegurando que no se puede confiar en la bondad de Aurora. Jezabel hace creer al empleado de su padre que Aurora está enamorada de él, por lo que le pide que vaya a una casa donde ya le espera su hermana. Aurora llega a la casa ilusionada por conocer a Antonio, pero en realidad El Pintas está allí y la viola. Jezabel le asegura a Antonio que el hijo que tuvo con Aurora no lleva su sangre, ya que su hermana siempre le ha engañado.                                                                                                |                                                                       |                           |
| 3 | «¿Por qué me odia tanto?»                                             | 31 de julio de 2024       |
| 4 | «Aurora fue el amor de mi vida»                                       | 1 de agosto de 2024       |
| 5 | «Se ve hermosa»                                                       | 2 de agosto de 2024       |
| 6 | «Tu hijo está vivo»                                                   | 5 de agosto de 2024       |
| 7 | «Te voy a demandar»                                                   | 6 de agosto de 2024       |
| 8 | «Eres Ángel Gabriel»                                                  | 7 de agosto de 2024       |
| 9 | «¿Y cómo está su hermana Aurora Campero?»                             | 8 de agosto de 2024       |
| 10 | «Te amo»                                                              | 9 de agosto de 2024       |
| 11 | «Cómo puedo pensar que este muchacho es mi hijo»                      | 12 de agosto de 2024      |
| 12 | «¿Con quién engañabas a mi papá?»                                     | 13 de agosto de 2024      |
| 13 | «¿Por ella me quieres abandonar?»                                     | 14 de agosto de 2024      |
| 14 | «Gabriel no es mi hijo»                                               | 15 de agosto de 2024      |
| 15 | «¿Por qué le sacaste una prueba de ADN a mi hijo?»                    | 16 de agosto de 2024      |
| 16 | «El hijo de tu hermana está vivo»                                     | 19 de agosto de 2024      |
| 17 | «Jezabel es una arpía»                                                | 20 de agosto de 2024      |
| 18 | «Me encantas Helena»                                                  | 21 de agosto de 2024      |
| 19 | «No le cuentes a Patricia detalles de tu vida»                        | 22 de agosto de 2024      |
| 20 | «¿Quién es el Pintas?»                                                | 23 de agosto de 2024      |
| 21 | «Cáncer de hueso»                                                     | 26 de agosto de 2024      |
| 22 | «¿Así sería mi hijo?»                                                 | 27 de agosto de 2024      |
| 23 | «Me dieron ganas de saludar a Aurora»                                 | 28 de agosto de 2024      |
| 24 | «El hijo de Aurora puede estar vivo»                                  | 29 de agosto de 2024      |
| 25 | «Quiero evitar que acabes con tu madre»                               | 30 de agosto de 2024      |
| 26 | «Yo le dije a mi papá que te propusiera matrimonio»                   | 2 de septiembre de 2024   |
| 27 | «Enfrenta el miedo»                                                   | 3 de septiembre de 2024   |
| 28 | «Helena me gusta y quiero luchar por ella»                            | 4 de septiembre de 2024   |
| 29 | «No viene hablarte de amor»                                           | 5 de septiembre de 2024   |
| 30 | «¿Aceptarías ser mi esposa?»                                          | 6 de septiembre de 2024   |
| 31 | «Aurora está sufriendo por nuestra culpa»                             | 9 de septiembre de 2024   |
| 32 | «Luis Alberto perdió la vida»                                         | 10 de septiembre de 2024  |
| 33 | «Ruega para que no aparezca tu primo»                                 | 11 de septiembre de 2024  |
| 34 | «Ángel puede ser el hijo que le robaron»                              | 12 de septiembre de 2024  |
| 35 | «Ese día había un hombre llamado Juventino»                           | 13 de septiembre de 2024  |
| 36 | «Él no es el hombre ideal para mi hija»                               | 16 de septiembre de 2024  |
| 37 | «Quiero que seas mi esposa»                                           | 17 de septiembre de 2024  |
| 38 | «No puedo casarme contigo»                                            | 18 de septiembre de 2024  |
| 39 | «La vida me está castigando»                                          | 19 de septiembre de 2024  |
| 40 | «¡Nadie toca mis acciones!»                                           | 20 de septiembre de 2024  |
| 41 | «Al enemigo se le tiene cerca»                                        | 23 de septiembre de 2024  |
| 42 | «¿Por qué te quieres deshacer de él?»                                 | 24 de septiembre de 2024  |
| 43 | «Ese encargo no puede esperar»                                        | 25 de septiembre de 2024  |
| 44 | «Solo quería decirte que te amo»                                      | 26 de septiembre de 2024  |
| 45 | «No permitas que Helena viva con un hombre peligroso»                 | 27 de septiembre de 2024  |
| 46 | «Es necesario que Helena y Ángel se separen»                          | 30 de septiembre de 2024  |
| 47 | «¿Quieres que me aleje de Helena?»                                    | 2 de octubre de 2024      |
| 48 | «Nada nos puede separar»                                              | 3 de octubre de 2024      |
| 49 | «¿Quieres que empiece a odiarte?»                                     | 4 de octubre de 2024      |
| 50 | «Le arruinaste la vida a tu propia hermana»                           | 7 de octubre de 2024      |
| 51 | «Arruinaste mi vida»                                                  | 8 de octubre de 2024      |
| 52 | «Demián está en peligro»                                              | 9 de octubre de 2024      |
| 53 | «¿Por qué me dejaste?»                                                | 10 de octubre de 2024     |
| 54 | «Mi madre me acusa de algo terrible»                                  | 11 de octubre de 2024     |
| 55 | «Pascual sabe quién es el atacante de Aurora»                         | 14 de octubre de 2024     |
| 56 | «¡Julio César vamos a casarnos!»                                      | 15 de octubre de 2024     |
| 57 | «¡Angél es Gabriel!»                                                  | 16 de octubre de 2024     |
| 58 | «¡Es el hijo de Aurora Campero!»                                      | 17 de octubre de 2024     |
| 59 | «Mi hijo está aquí»                                                   | 18 de octubre de 2024     |
| 60 | «Esta noche puede conocer a su hijo»                                  | 21 de octubre de 2024     |
| 61 | «No me toque nadie»                                                   | 22 de octubre de 2024     |
| 62 | «¡Ángel y yo ya somos novios!»                                        | 23 de octubre de 2024     |
| 63 | «Decidí luchar por mi felicidad»                                      | 24 de octubre de 2024     |
| 64 | «Que seas la mujer más feliz del universo»                            | 25 de octubre de 2024     |
| 65 | «No vuelvas a insultar a Ángel»                                       | 28 de octubre de 2024     |
| 66 | «Ese hombre ha enviado los anónimos»                                  | 29 de octubre de 2024     |
| 67 | «Eres un gran hombre»                                                 | 30 de octubre de 2024     |
| 68 | «Mis acciones van a pasar a mi hijo Gabriel»                          | 31 de octubre de 2024     |
| 69 | «¿Cómo me vas a entregar a Gabriel?»                                  | 1 de noviembre de 2024    |
| 70 | «¿Por qué le regalaste una casa?»                                     | 4 de noviembre de 2024    |
| 71 | «Voy a impedir la boda de Helena y Demián»                            | 5 de noviembre de 2024    |
| 72 | «Te casaste con Helena por capricho»                                  | 6 de noviembre de 2024    |
| 73 | «¡Ángel es Gabriel!»                                                  | 7 de noviembre de 2024    |
| 74 | «¡Se murió mi mamá!»                                                  | 8 de noviembre de 2024    |
| 75 | «No eres un Campero»                                                  | 11 de noviembre de 2024   |
| 76 | «Te voy a meter a la cárcel»                                          | 12 de noviembre de 2024   |
| 77 | «Tu mamá es Aurora Campero»                                           | 13 de noviembre de 2024   |
| 78 | «Ángel es hijo de El Pintas»                                          | 14 de noviembre de 2024   |
| 79 | «¿El Pintas es el padre de su hijo?»                                  | 15 de noviembre de 2024   |
| 80 | «¡Yo soy Gabriel Campero!»                                            | 18 de noviembre de 2024   |
| 81 | «Vengo a denunciar a Jezabel Campero»                                 | 19 de noviembre de 2024   |
| 82 | «Sigue amando a Antonio»                                              | 20 de noviembre de 2024   |
| 83 | «Te necesito mamá»                                                    | 21 de noviembre de 2024   |
| 84 | «¡Ángel Gabriel, qué bonito nombre!»                                  | 22 de noviembre de 2024   |
| 85 | «¡Es el mismísimo diablo!»                                            | 25 de noviembre de 2024   |
| 86 | «Aléjate de esa mujer»                                                | 26 de noviembre de 2024   |
| 87 | «¡Estoy casada!»                                                      | 27 de noviembre de 2024   |
| 88 | «Vas a tener tres papás»                                              | 28 de noviembre de 2024   |
| 89 | «Un fantasma del pasado»                                              | 29 de noviembre de 2024   |
| 90 | «Quiero que perdones a tu abuelo»                                     | 2 de diciembre de 2024    |
| 91 | «Acaba con los dos»                                                   | 3 de diciembre de 2024    |
| 92 | «Al final mi hijo te quiere tanto»                                    | 4 de diciembre de 2024    |
| 93 | «¡No te mueras mamá!»                                                 | 5 de diciembre de 2024    |
| 94 | «Es una desgracia»                                                    | 6 de diciembre de 2024    |
| 95 | «¡Te gané Teté!»                                                      | 9 de diciembre de 2024    |
| 96 | «No te voy a permitir ni un engaño»                                   | 10 de diciembre de 2024   |
| 97 | «Siempre te haces la ofendida»                                        | 11 de diciembre de 2024   |
| 98 | «¡Fue Jezabel!»                                                       | 12 de diciembre de 2024   |
| 99 | «Deja que Antonio conquiste a Aurora»                                 | 13 de diciembre de 2024   |
| 100 | «¡Ayúdame a vengarme de Jezabel!»                                     | 16 de diciembre de 2024   |
| 101 | «¡Me estás lastimando Demián!»                                        | 17 de diciembre de 2024   |
| 102 | «Jezabel lo autorizó»                                                 | 18 de diciembre de 2024   |
| 103 | «Te voy a hacer pagar por esto, Demián»                               | 19 de diciembre de 2024   |
| 104 | «Me voy a cobrar todo lo que me hiciste»                              | 20 de diciembre de 2024   |
| 105 | «Te voy a destrozar Pintas»                                           | 23 de diciembre de 2024   |
| 106 | «Te voy a ceder todas mis acciones»                                   | 24 de diciembre de 2024   |
| 107 | «Helena se va a divorciar»                                            | 25 de diciembre de 2024   |
| 108 | «Esto se llama nepotismo»                                             | 26 de diciembre de 2024   |
| 109 | «Me voy a vengar de todos»                                            | 27 de diciembre de 2024   |
| 110 | «No eras quien yo creía»                                              | 30 de diciembre de 2024   |
| 111 | «La sangre no nos define»                                             | 31 de diciembre de 2024   |
| 112 | «Ángel lleva mi sangre»                                               | 1 de enero de 2025        |
| 113 | «La pieza que nos falta»                                              | 2 de enero de 2025        |
| 114 | «La soledad que me consume el alma»                                   | 3 de enero de 2025        |
| 115 | «¿Acabaste con mi papá?»                                              | 6 de enero de 2025        |
| 116 | «El único culpable es el Pintas»                                      | 7 de enero de 2025        |
| 117 | «Si en verdad lo ama, se apartaría de él»                             | 8 de enero de 2025        |
| 118 | «Ahora entiendo tu odio»                                              | 9 de enero de 2025        |
| 119 | «No te vayas Julio César»                                             | 10 de enero de 2025       |
| 120 | «¡Jezabel es la culpable!»                                            | 13 de enero de 2025       |
| 121 | «Ángel nunca te engañó»                                               | 14 de enero de 2025       |
| 122 | «¡Adiós amor mío!»                                                    | 15 de enero de 2025       |
| 123 | «Me tienes harto»                                                     | 16 de enero de 2025       |
| 124 | «No puedo casarme contigo»                                            | 17 de enero de 2025       |
| 125 | «¡No me casé con Briana!»                                             | 20 de enero de 2025       |
| 126 | «Se me está olvidando que eres mi mamá»                               | 21 de enero de 2025       |
| 127 | «Eres un traidor Demián»                                              | 22 de enero de 2025       |
| 128 | «¡Estoy libre!»                                                       | 23 de enero de 2025       |
| 129 | «Ya sufrí mucho»                                                      | 24 de enero de 2025       |
| 130 | «No te van a vencer Jezabel»                                          | 27 de enero de 2025       |
| 131 | «Quiero ser feliz junto a ti»                                         | 28 de enero de 2025       |
| 132 | «Yo te ofrecí al albañil»                                             | 29 de enero de 2025       |
| 133 | «Vengo a denunciar a Jezabel Campero»                                 | 30 de enero de 2025       |
| 134 | «Nos necesitamos Pintas»                                              | 31 de enero de 2025       |
| 135136 | «Mi hijo Gabriel y su primo juntos»«Eres el amor de mi vida y te amo» | 2 de febrero de 2025      |

Nota
1. ↑  Este episodio se pre-estrenó el 26 de julio de 2024 a través de Vix, la página, app y redes sociales oficiales —incluido el canal de Youtube y cuenta oficial de Facebook— de Las Estrellas.[7]

## Producción
El 25 de marzo de 2024, Roy Nelson Rojas anunció la preproducción de la telenovela, teniendo como título oficial El ángel de Aurora y siendo su primera producción como productor independiente. El 15 de abril de 2024, Natalia Esperón, Jorge Salinas y Rafael Novoa fueron los primeros confirmados para los roles estelares. Días después, Moisés Peñaloza, Paulina Matos y José Pablo Minor fueron anunciados y confirmados como el resto de los roles estelares. La producción de la telenovela inició rodaje el 10 de mayo de 2024.

## Audiencias
| Temporada | Horario (CT)                     | Episodios | Primera emisión     | Primera emisión      | Última emisión       | Última emisión       |
| Temporada | Horario (CT)                     | Episodios | Fecha               | Audiencia (millones) | Fecha                | Audiencia (millones) |
| --------- | -------------------------------- | --------- | ------------------- | -------------------- | -------------------- | -------------------- |
| 1         | Lunes a viernes 16:30 - 17:30 h. | —         | 29 de julio de 2024 | —                    | 2 de febrero de 2025 | —                    |